# Sydney International 2018 (Badminton)
Die Sydney International 2018 im Badminton fanden vom 19. bis zum 23. September 2018 in Sydney statt.

## Sieger und Platzierte
| Disziplin    | Gold                            | Silber                                      | Bronze                                 |
| ------------ | ------------------------------- | ------------------------------------------- | -------------------------------------- |
| Herreneinzel | Riichi Takeshita                | Soo Teck Zhi                                | Yu Igarashi                            |
| Herreneinzel | Riichi Takeshita                | Soo Teck Zhi                                | Nguyễn Tiến Minh                       |
| Dameneinzel  | Ayumi Mine                      | Hung Yi-ting                                | Nguyễn Thùy Linh                       |
| Dameneinzel  | Ayumi Mine                      | Hung Yi-ting                                | Vũ Thị Trang                           |
| Herrendoppel | Hiroki Okamura Masayuki Onodera | Danny Bawa Chrisnanta Terry Hee             | Mahiro Kaneko Yunosuke Kubota          |
| Herrendoppel | Hiroki Okamura Masayuki Onodera | Danny Bawa Chrisnanta Terry Hee             | Akira Koga Taichi Saito                |
| Damendoppel  | Lee Chih-chen Liu Chiao-yun     | Peng Li-ting Chien Hui-Yu                   | Hung Yi-ting Tang Wan-yi               |
| Damendoppel  | Lee Chih-chen Liu Chiao-yun     | Peng Li-ting Chien Hui-Yu                   | Alyssa Leonardo Thea Marie Pomar       |
| Mixed        | Tadayuki Urai Rena Miyaura      | Danny Bawa Chrisnanta Crystal Wong Jia Ying | Terry Hee Putri Sari Dewi Citra        |
| Mixed        | Tadayuki Urai Rena Miyaura      | Danny Bawa Chrisnanta Crystal Wong Jia Ying | Peter Gabriel Magnaye Thea Marie Pomar |